# Fahrschalter

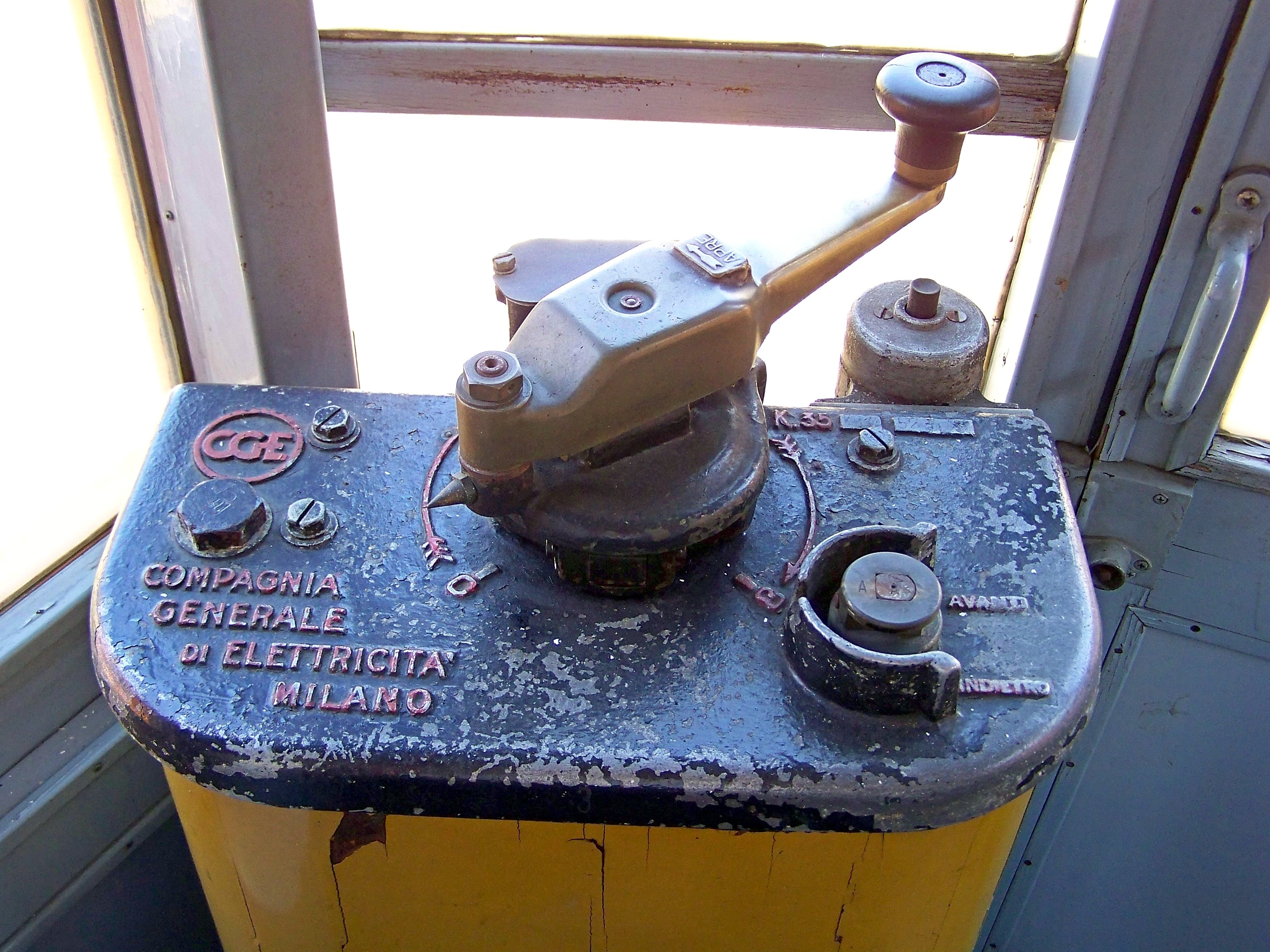
Deckplatte und Kurbel eines Fahrschalters eines Mailänder Straßenbahntriebwagens von 1928, rechts liegt die Richtungssteuerwalze

Ein Fahrschalter (veraltet auch als Kontroller bezeichnet) ist ein Schaltwerk, das bei elektrischen Antrieben zur Steuerung von Kraft und Geschwindigkeit eingesetzt wird. Haupteinsatzgebiet sind mit Gleichstrom betriebene elektrische Triebfahrzeuge wie Straßenbahntriebwagen, Lokomotiven und Oberleitungsbusse. Gleichartige Schalter werden auch zur Steuerung von Fördermaschinen im Bergbau, von Karussells, Seilbahnen und elektrischen Pumpen verwendet.

## Funktion

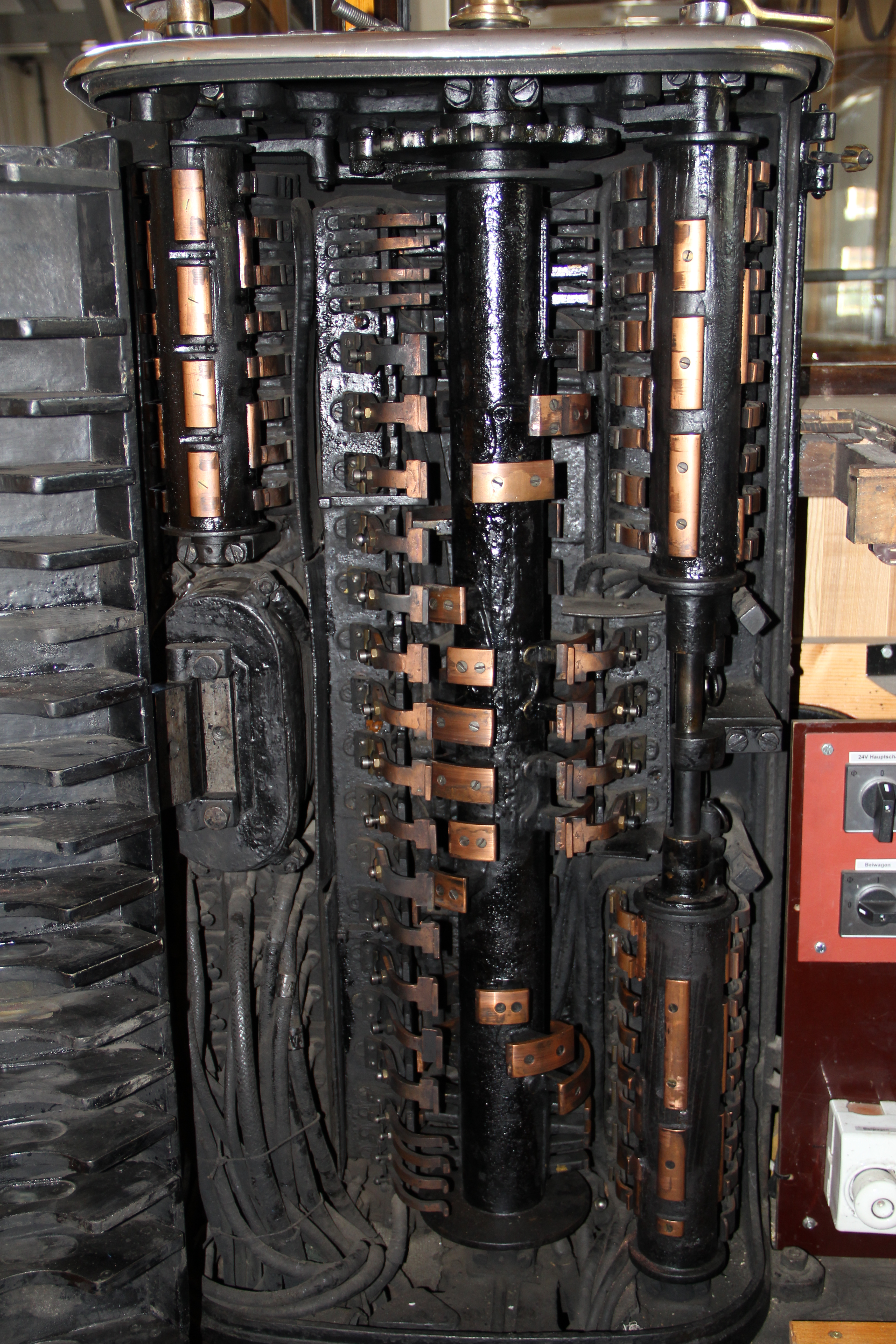
Schleifringfahrschalter. Links ist die Richtungs-, rechts die Fahrwalze und in der Mitte werden die Fahr- und Bremsstufen geschaltet. Die Löschkammern sind aufgeklappt und die erste Fahrstufe ist eingestellt.

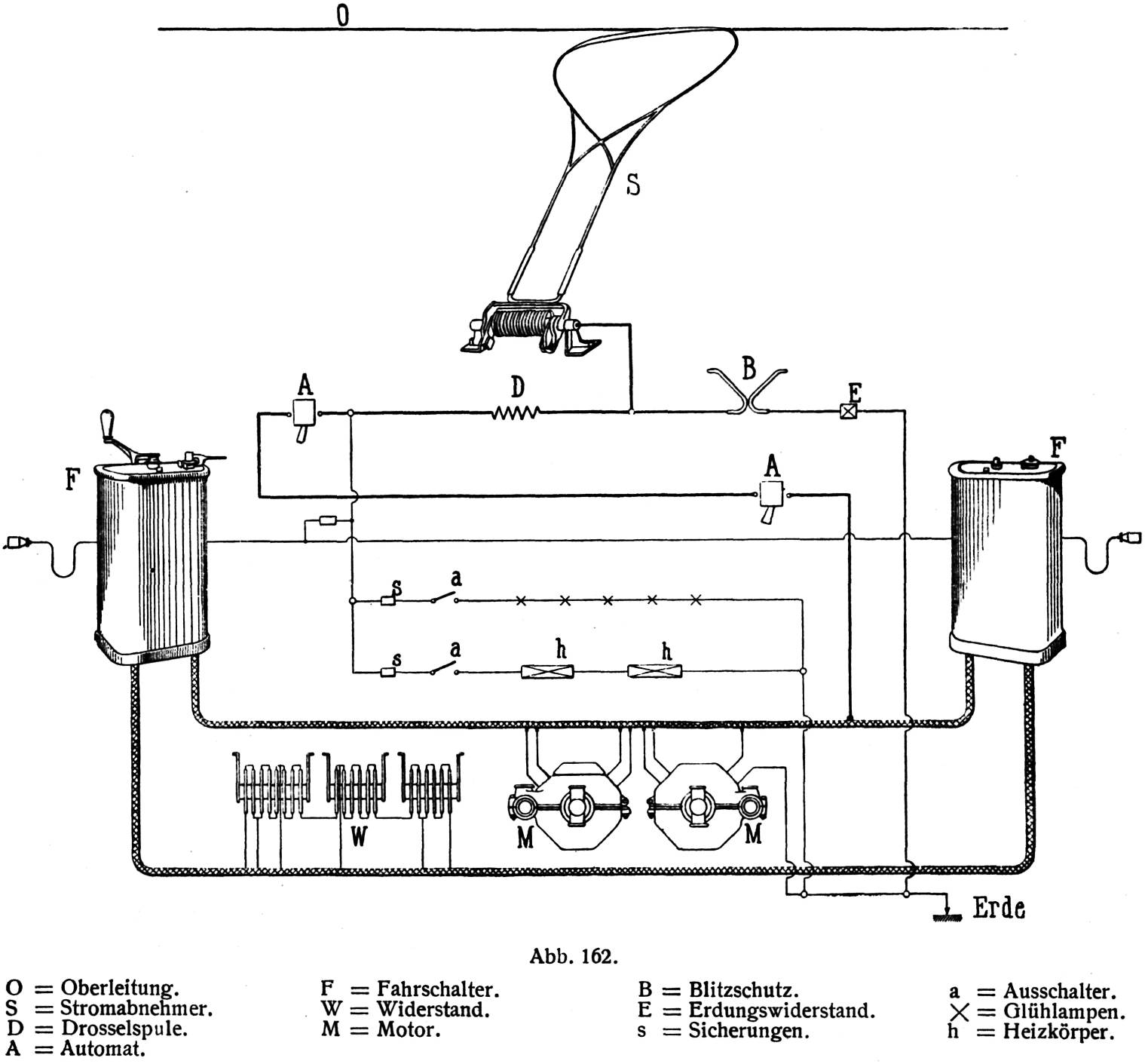
Prinzipdarstellung einer Steuerung über Fahrschalter (1912)

Der Fahrschalter erlaubt es, die Fahrmotoren eines elektrischen Triebfahrzeuges in unterschiedlichen Gruppen und in Reihen- oder Parallelschaltung zu betreiben. Darüber hinaus können Vorwiderstände zugeschaltet werden (Widerstandssteuerung). Ziel ist es, die Zugkraft, die Beschleunigung oder die Fahrgeschwindigkeit den Erfordernissen anzupassen. Fahrschalter kamen insbesondere bei Gleichstromantrieben im mittleren und kleinen Leistungsbereich zum Einsatz. Die wichtigsten Bauformen sind der Schleifringfahrschalter und der Nockenfahrschalter.
Ein Schleifringfahrschalter ist mit Schleifkontakten ausgerüstet, die auf einer Schaltwalze angebracht sind. Von außen greifen elektrisch leitende Kontaktfinger auf die Schleifringe zu und stellen damit den elektrischen Kontakt her. Durch Drehen der Kontaktwalze mit Hilfe einer Kurbel, auch Fahrkurbel genannt, kann der Fahrer die Kontakte öffnen und schließen und auf diese Weise die gewünschte Fahr- bzw. Bremsstufe einstellen.
Bei einem Nockenfahrschalter befinden sich die elektrischen Kontakte neben der Schaltwalze. Ähnlich dem Prinzip einer Spieldose bzw. einer Nockenwelle sind an der Schaltwalze Nocken angebracht, die über kleine Hebel die elektrischen Kontakte öffnen und schließen. Nockenfahrschalter besitzen gegenüber Schleifringfahrschaltern den Vorteil, dass die bei den Schaltvorgängen entstehenden Funken in speziellen Funkenlöschkammern schnell gelöscht werden können und dadurch der Abbrand an den elektrischen Kontakten verringert wird. Daher verdrängten die Nockenfahrschalter die Schleifringfahrschalter ab den 1920er Jahren zusehends.
In beiden Fällen gibt es neben der Fahr- eine Richtungswalze zum Auswählen der Fahrtrichtung. Die Richtungswalze wird mit dem aufsteckbaren Richtungssteuerschlüssel (im deutschsprachigen Raum wegen seiner Form häufig »Knochen« genannt) betätigt. Dieser ist nur in Null- bzw. Neutralstellung abziehbar. Fahr- und Richtungswalze sind mechanisch gegeneinander verriegelt. Die Fahrwalze lässt sich nur aus der Nullstellung bewegen, wenn die Richtungswalze ausgelegt ist, die Richtungssteuerwalze kann nur in Nullstellung der Fahrwalze bewegt werden. Üblicherweise gibt es auch bei Fahrzeugen mit zwei Führerständen nur einen Richtungssteuerschlüssel. Damit wird verhindert, dass beide Fahrschalter gleichzeitig benutzt werden.
Bei größeren Leistungen wird eine Schützensteuerung verwendet. Die großen Leistungsschütze, welche die Motorspannung schalten, werden entweder über kleinere Hilfsschütze (im Falle einer elektrischen Schützensteuerung) oder über Druckluftventile (bei pneumatischer oder elektropneumatischer Schützensteuerung) gesteuert. Die Kontroller der Schützensteuerung sehen normalen Fahrschaltern sehr ähnlich, sind jedoch kleiner gebaut.

### Einbau

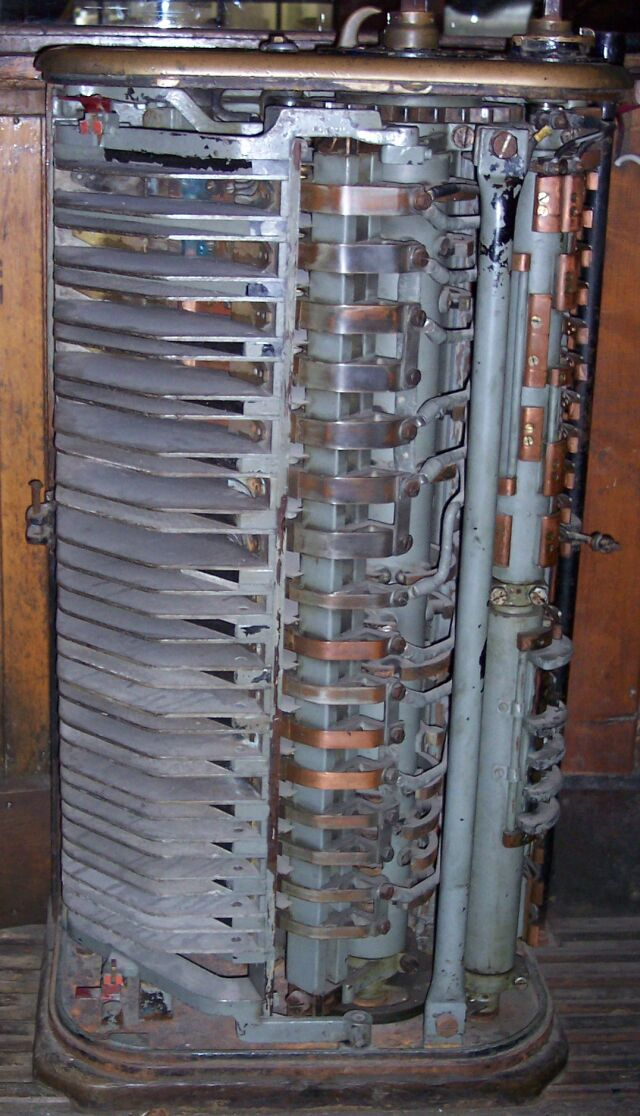
Nockenfahrschalter. Links sind die Funkenlöschkammern zu sehen, in der Mitte die Fahrwalze mit den Nocken.

Früher wurden bei Straßenbahnfahrzeugen die Fahrschalter auf der Fahrerplattform aufgestellt, die Kurbel zum Drehen des Fahrschalters steckte direkt auf der Welle der Fahrwalze. Insbesondere bei Fahrzeugen, die für die Bedienung im Sitzen ausgelegt wurden, ersetzte man die Kurbel mitunter durch ein Handrad mit oder ohne Knauf. Je feiner die Stufung des Schaltwerkes wurde, desto größer und komplexer wurden die Fahrschalter. Sie wurden dann mit Vorgelege bedient und schließlich unter Sitzbänken hinter dem Fahrer oder unter dem Wagenboden angeordnet und über Gelenkwellen betätigt. Bei Fahrzeugen für hochgespannte Wechselspannung gab es in der Vergangenheit ähnliche Anordnungen, das eigentliche Schaltwerk befand sich jedoch üblicherweise im abgetrennten Maschinenraum. Anfahrwiderstände sind bei Wechselspannungsfahrzeugen nicht notwendig, umgeschaltet wird zwischen unterschiedlichen Anzapfungen des Haupttransformators. Eine direkte mechanische Verbindung besteht beispielsweise bei deutschen Vorkriegselloks mit Ausnahme der Reihe E 18.
In aller Regel standen die Fahrschalter, eine Ausnahme bildeten die Zahnradlokomotiven der Rittner Bahn, bei denen der Fahrschalter liegend eingebaut war. 
Ab den 1970er Jahren wurden Fahrschalter weitgehend durch moderne Leistungselektronik wie z. B. Thyristoren in Chopper-Steuerung ersetzt.

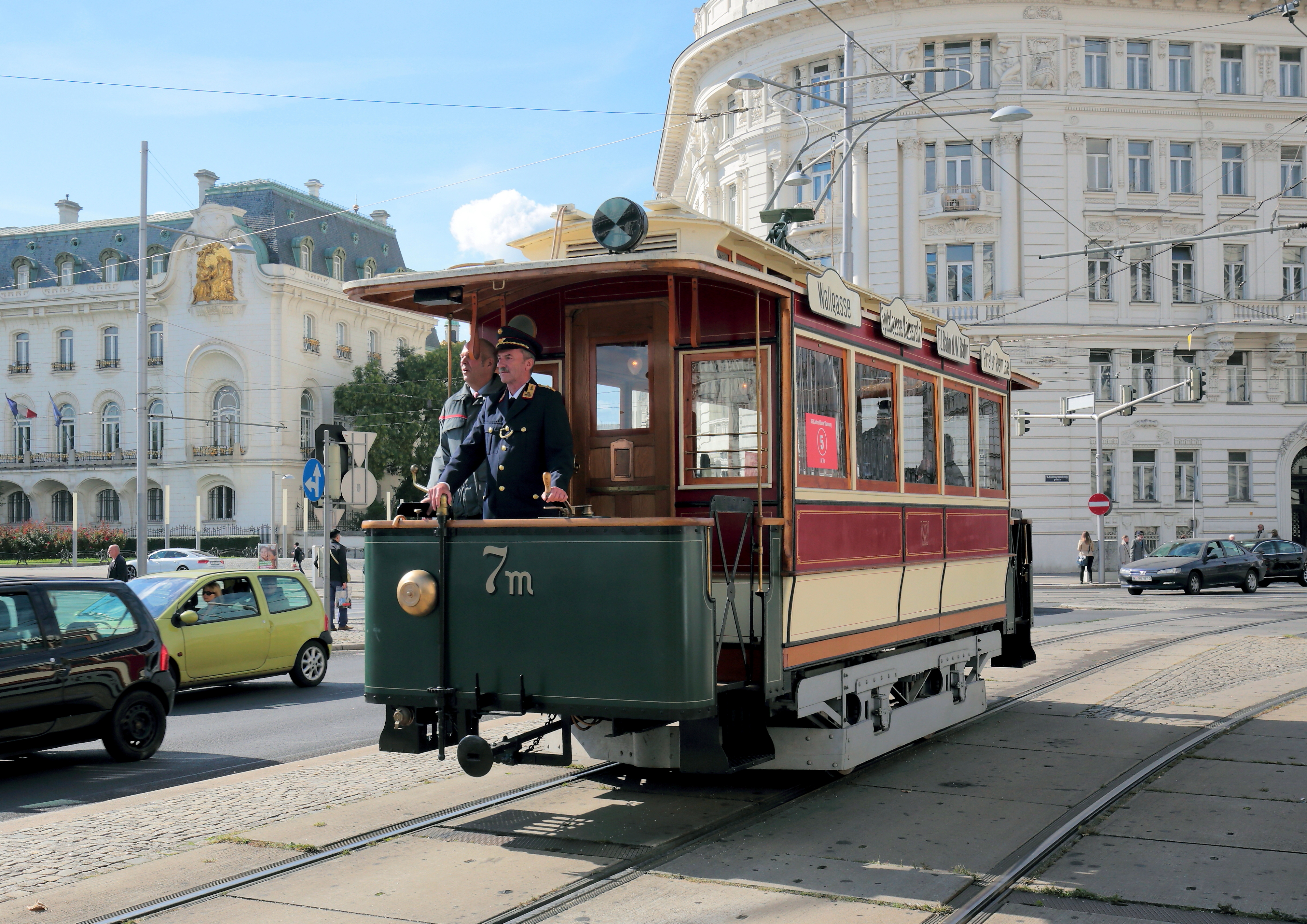
Klassische stehende Bedienung bei einem Straßenbahntriebwagen von 1897
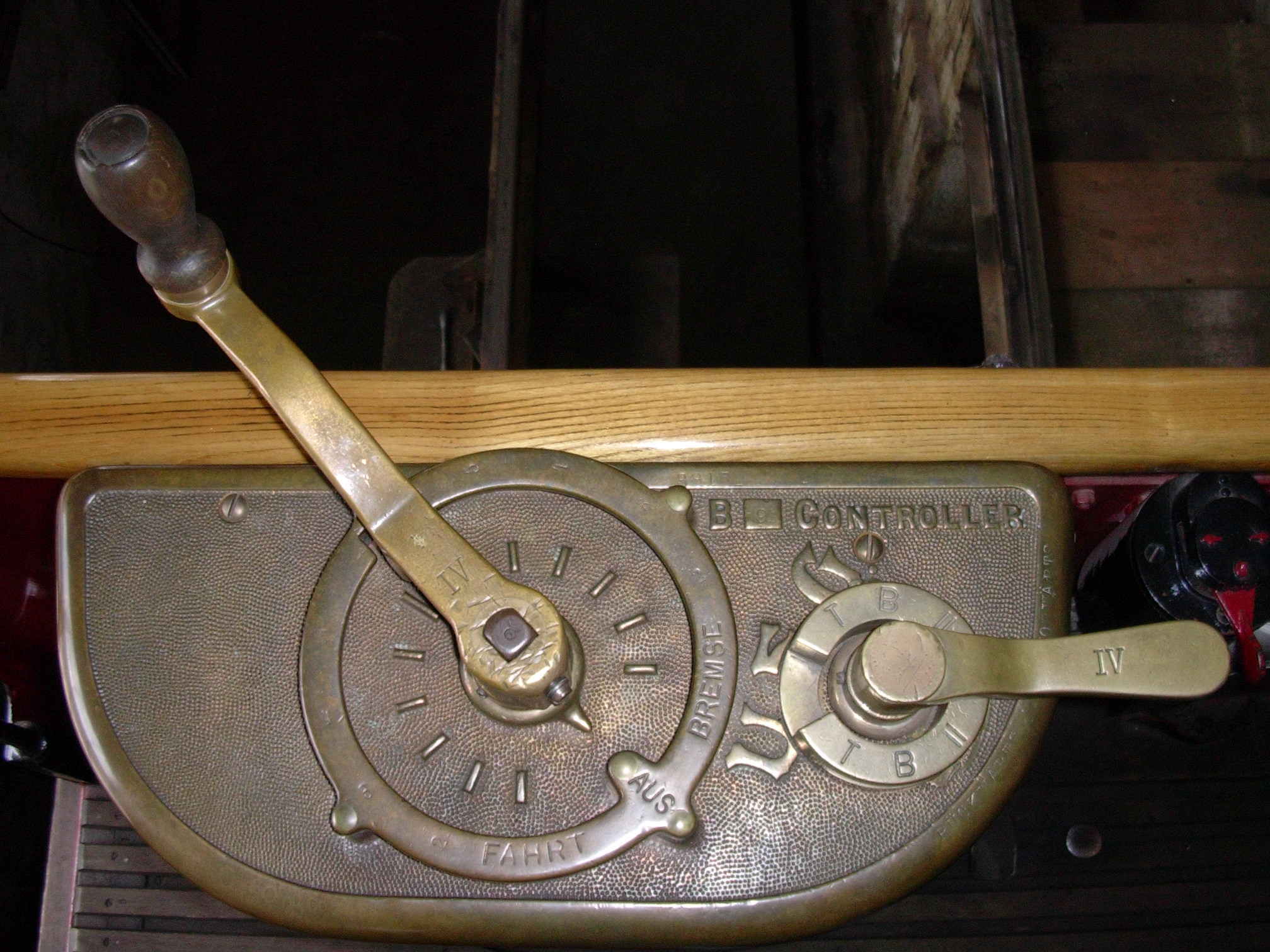
Schleifringfahrschalter der UEG aus dem Jahr 1898
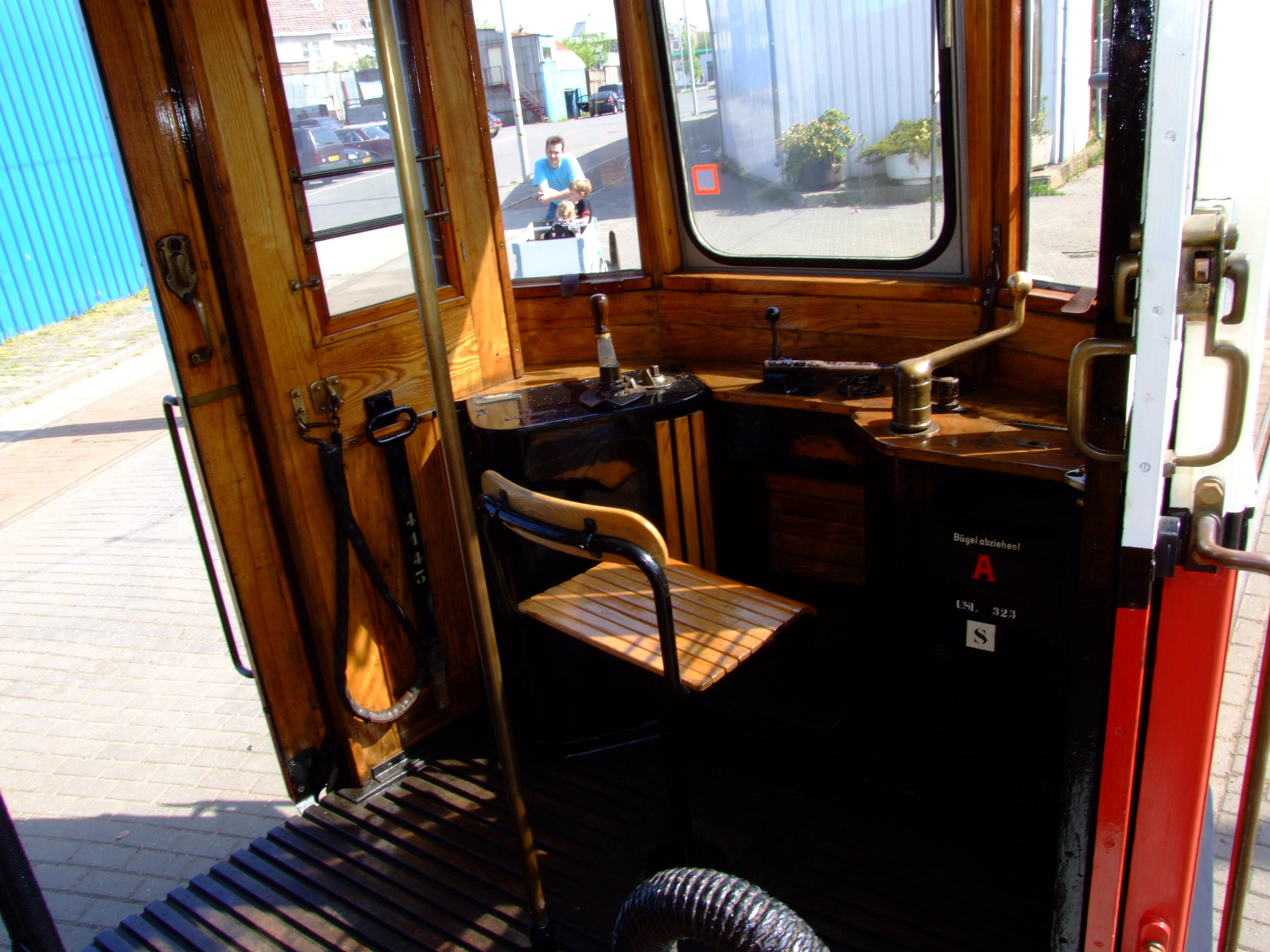
Nockenfahrschalter für sitzende Bedienung links des Fahrersitzes
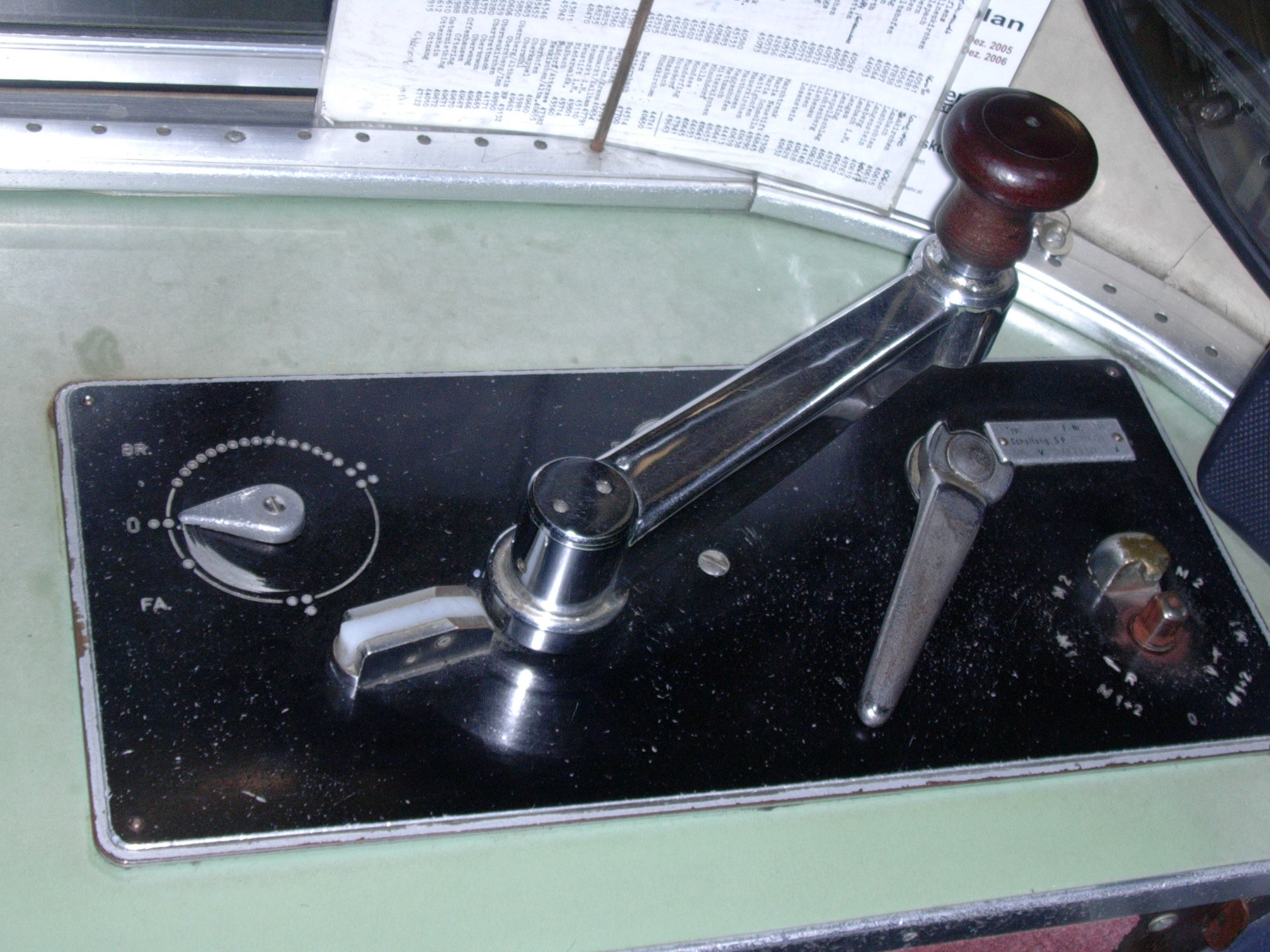
Deckplatte eines Fahrschalters von Kiepe aus dem Jahr 1961
Liegend eingebauter Fahrschalter bei der Rittner Bahn

## Kontroller
Mit Kontroller wird ein Schaltwerk bezeichnet, das bei Elektromotoren zur Drehzahlregelung und/oder Strombegrenzung dient. Haupteinsatzgebiet waren Schienenfahrzeuge, siehe Fahrschalter, und Kräne.
Der Begriff leitet sich vom englischen „to control = steuern, regeln“ ab, der eine vom deutschen ›kontrollieren‹ abweichende Bedeutung hat.
In der Aufzugbranche wird der Begriff Controller bisweilen als Synonym für Aufzugsteuerung verwendet.